# Salon de Bruxelles de 1907
Le Salon de Bruxelles de 1907 est la trente-troisième édition du Salon de Bruxelles, exposition périodique d'œuvres d'artistes vivants. Il a lieu en 1907, du 28 août au 10 novembre, dans l'aile gauche du hall du Palais du Cinquantenaire.
Ce Salon est le vingt-cinquième organisé depuis l'Indépendance de la Belgique en 1831. 

## Organisation
Pour chaque exposition, les dates et l'organisation générale sont fixées par arrêté royal, sur proposition du ministre responsable. La commission directrice de l'exposition est ensuite nommée par arrêté ministériel, le règlement de l'exposition est également fixé par arrêté ministériel. Chaque Salon est donc géré par une commission directrice distincte.

## Contexte
Ce Salon est le vingt-cinquième organisé depuis l'Indépendance de la Belgique en 1831. Il a lieu dans l'aile gauche du hall du Palais du Cinquantenaire.
Le Salon débute le 28 août 1907. En l'absence du roi, c'est Édouard Descamps, ministre des Beaux-arts, qui procède à l'ouverture, en présence d'une grande affluence. Un concert est donné par la musique du 1er régiment de guides.

## Catalogue

### Données générales
Alors que le Salon de 1903, comprenait 1795 numéros, l'édition de 1907 en propose 1388, dont 890 peintures, aquarelles, pastels, eaux-fortes, dessins, sanguines et fusains et quelques gravures sur bois, 181 sculptures, et 51 numéros d'architecture : plans et projets. L'exposition inclut également, pour la seconde fois, 266 objets relevant de l'art décoratif (panneaux décoratifs, coffrets, tapis de table, bijoux, céramiques, mobilier,… ).

### Peinture

#### Artistes belges
Parmi les artistes belges présents, figurent, les 169 peintres :
- Pierre Abattucci : La Bruyère ensoleillée, matin, L'Étang (matin) et Le Gros nuage (soir)[4].
- Armand Apol : Chalands sur le chantier[4].
- Alphonse Asselbergs : Soleil couchant aux marais de Kinroy et Un matin de fin d'avril à Uccle[5].
- Albert Baertsoen : Pays d'industrie sous la neige et Les Fumées de Tilleur[5].
- Firmin Baes : Les Foins et Le Bénédicité[5].
- Richard Baseleer : En cale sèche, En rade et Port de pêcheurs sur l'Escaut[5].
- Alfred Bastien : Avant la Fantasia, Portrait et En plein air[5].
- François Beauck : Tête du Christ et La Jeune fille (dessins), Route en Brabant et Meules au clair de lune (peintures)[6].
- Émile Berchmans :  un panneau décoratif pour un intérieur de Léon Sneyers[7].
- Émile-Édouard Berchmans : Crabe et Cabane de pêcheur à La Panne[8].
- Géo Bernier : La Sieste et Temps gris[8].
- Léon Billiet : La Paix du soir et La Lune se lève (étang de Tervueren)[8].
- Gustave Joseph Biot : Portrait de Mme M.[8].
- Maurice Blieck : Quai sous la neige, Canal à Bruxelles et Intimité[9].
- René Bosiers : Le Dimanche au port, Une cliente assidue et Dans une impasse[9].
- Aloïs Boudry : Au Presbytère[9].
- Norbert Bouten : Crépuscule de décembre à Bruges[9].
- Louise Brohée : Portrait de Mademoiselle C.D.[9].
- Georges Buysse : Le Dock à Gand, après-midi, hiver et Entrée de ferme[10].
- Évariste Carpentier : Le Galopin et Basse-cour[10].
- Julien Célos : En ville morte, Automne et Le Chiffonnier[10].
- Emile Charlet : Les Couturières[11].
- Jan Claessens : Harmonie et Au port[11].
- Émile Claus : Premier rayon (septembre)[11].
- Louis Clesse : Sous bois[11].
- Théodore Cleynhens : Intérieur de l'église Saint-Jacques à Anvers[11].
- André Cluysenaar : Impression, Portrait de Madame F. et Portrait de mon fils[11].
- Oscar Coddron : Hiver et Impression[11].
- Alphonse Cogen : Marine[12].
- Eugène Colignon : Coin de Meuse[12].
- Jean Colin : L'Été (concours Godecharle)[12].
- Hermann Courtens : En Campine (intérieur) et Derniers vestiges[12].
- Albert Crahay : Pêcheur de crevettes et Pêcheur[12].
- Jules Cran : Portrait d'enfant, Le Jour des cuivres et Portrait de Renée[13].
- Hippolyte Daeye : Petite campagnarde[13].
- René de Baugnies : Crépuscule[13].
- Marie De Bièvre : Hortensias, Glaïeuls et Fruits[13].
- Jean François De Boever : Inquiétude et Découragement[13].
- William Degouve de Nuncques : Paysage brabançon et Village de Rosières Saint-André[14].
- Henry de Groux : Portrait de James Ensor[14].
- Louise De Hem : La Lanterne vénitienne et L'Églantine[14].
- Jean De la Hoese : Portrait de M. de la H., Portrait du Dr J.C. et Portrait de M. Émile Van Becelaere[14].
- Jacques de Lalaing : Portrait de M. Beernaert, ministre d'état et deux autres portraits[14].
- Alfred Delaunois : Les Labours au pays monastique[14].
- Félix Denayer : Pèlerins[15].
- Valerius De Saedeleer : Approche d'orage au printemps[15].
- Georges De Sloovere : Quai Vert à Bruges, soir[15].
- Gustave de Smet : Été et Maisons blanches[15].
- Léon de Smet : Le Bois de sapins, Soir d'été et Matinée de juillet[15].
- Henri De Smeth : Le Réveil, La Sortie et L'Armoire à glaces[15].
- Anna De Weert : Crépuscule sur la Lys[16].
- Marguerite Dielman : Giroflées quarantaines, Fleurs oubliées et œillets et primevères[16].
- Pierre Jacques Dierckx : Prière du soir et Les Crêpes[16].
- Angelina Drumaux : Roses thé, Cinéraires et Décor japonais[16].
- Alfred Duriau : Portrait de ma mère[17].
- Alfred Elsen : Bois de sapins[17].
- James Ensor : Après-midi à Ostende (1881), Portrait de mon père (1881) et Coquillages[17].
- René Ernest : Chez Trientje[18].
- Edgard Farasyn : Le Labour de la bruyère, La Foire aux chevaux et Sur la plage[18].
- Georges Fichefet : Un moine[18].
- Joseph François : Marais en Campine et Soleil couchant dans les dunes[18].
- Lucien Frank : Étang de Valkenburg, Entre chien et loup et Rijsoord (Hollande)[18].
- Léon Frédéric : La Dentellière et Le Rhododendron en fleurs[18].
- René Gevers : Le Vieux canal[19].
- Hubert Glansdorff : Portrait du peintre et Fantaisie[19].
- Félix Gogo : Fille du peuple[19].
- Jean Gouweloos : Le Bain, Portrait de Mademoiselle S. et Portrait de M.M.B.[19].
- Paul Hagemans : Dans l'île et Coquette[19].
- Alfred Hazledine : Marché Sainte-Catherine[20].
- Richard Heintz : L'Aniene à Subiaco et Le Monastère de Sainte-Scholastique[20].
- Frans Hens : Départ pour la pêche (Blankenberghe), Temps calme sur l'Escaut et Coin des bassins au bois (Anvers)[20].
- Léon Herbo (posthume) : Père et mère et Au saut du lit[20].
- Paul Hermanus : Environs de Biskra et La Partie de dominos[20].
- Liévin Herremans : Aurore[20].
- Charles Houben : La Mare à Saint-Pair[21].
- Frans Holst : Canal[22].
- Léon Houyoux : Sous les marronniers à Bruges[21].
- Léon Huygens : Chenal (Nieuport), L'Épave et Devant la nature[21].
- Josse Impens (posthume) : Le Peintre[21].
- Gerard Jacobs : Nuages et fleuve et La Ferme des boues[21].
- Georges Jacqmotte : Accessoires[21].
- Lucie Jacquart : Fleurs et fruits[21].
- Emile Jacques : Sarcleuses de lin, Portrait de M. le chanoine Van Caenegem et L'Aveugle de la campagne[21].
- Armand Jamar : La Vie des humbles, Le Bénédicité et Portrait de Mme G.[23].
- René Janssens : Intérieur d'église : le jubé, L'Humble demeure et L'Escalier[23].
- Alfred Jonniaux : Portrait de Mademoiselle M.L.[23].
- Eugène Joors : Jambon et Oranges[23].
- Eugène Laermans : La Mort et Les Meules en Campine[24].
- Camille Lambert : Le Carnaval et Les Briquetiers[24].
- Paul Leduc : Dernier refuge, Où l'on vit heureux et Le Jardin[24].
- Jef Leempoels : Sœurs de douleur et Portrait de Mademoiselle X[25].
- Adrien Le Mayeur : Après l'orage[25].
- Auguste Levêque : La Meuse et ses affluents, Lucrèce Borgia et Fécondité[25].
- Henry Luyten : Midi, Récolte des pommes de terre et L'Heure du coassement[26].
- Théophile Lybaert : Méditation et Jersey-Blues en éclaireurs[26].
- Paul Mathieu : Après l'orage, Les Blés et Du haut de la digue[26].
- Jean Mayné : Portrait de M.R.[26].
- Jules Merckaert : Le Quai de Mariemont à Bruxelles et Vieux quai (soir de pluie)[27].
- Georgette Meunier : Coin d'intérieur[27].
- Henry Meuwis : Les Gerbes[27].
- Isidore Meyers : Parc de Tervueren, Coin isolé (Hollande) et Intérieur[27].
- Joseph Middeleer : Rue des Dentellières à Bruges et Soir au béguinage[28].
- Jenny Montigny : Fin d'après-midi (mai) et Les Meules[28].
- Frans Mortelmans : L'Horticulteur[28].
- Émile Motte : L'Homme à la loupe[28].
- Auguste Oleffe : Juillet et Portrait de M. et Mme Guillaume Charlier[29].
- Isidore Opsomer : Le Nu[29].
- Alfred Ost : Saint Martin (concours Godecharle)[29].
- Willem Paerels : Neige et Pluie (Pont de Laeken)[29].
- Pierre Paulus : Madame Gilbert, mère d'Alfred Gilbert[29].
- Albert Pinot : La Bague, Le Samovar et Fleurs[29].
- Joseph Posenaer : Intérieur campinois, Le Modèle endormi et L'Âtre[30].
- Frans Proost : Laboureur[30].
- Marguerite Radoux : Portrait de Van den B.[30].
- Louis Reckelbus : Vieux pont à Bruges, Neige et La Maison du Pélican à Bruges (aquarelles)[31].
- Herman Richir : Le Bijou, Portrait de Mme la comtesse d'Oultremont et Portrait de Melle D.[30].
- Emile Rimbout : Crépuscule[30].
- Henri Roidot : Le Vieux château et La Route[32].
- Emile Rommelaere : Vieilles cours ensoleillées (Bruges) et Vieille femme[32].
- Alice Ronner : Roses trémières[32].
- Henriëtte Ronner-Knip : Une partie de plaisir[32].
- Jean Guillaume Rosier : Recherches pour un tableau de maître-autel[32].
- Léon Rotthier : Portrait[32].
- Alfred Ruytincx : Parterre de fleurs en plein air[33].
- Victor Simonin : Nature morte et Portrait de l'artiste[33].
- Frans Smeers : Été et Figure en rose[33].
- Léopold Speekaert : Lucrèce outragée[34].
- Gustave Max Stevens : Les Rives de l'Oued-Biskra et Hamlet enfant[34].
- René Stevens : Sous bois[34].
- Pierre Stobbaerts : Intérieur de ferme[34].
- Philippe Swyncop : Fantaisie[34].
- Maurice Sys : Midi et Grand-place de Bruxelles, hiver[34].
- Jean-François Taelemans : L'Hiver en Brabant et Le Vieil Anderlecht[34].
- Louis Thévenet : Le Cabaret (intérieur et Intérieur[35].
- Édouard Thiébaut : Les Bouquinistes, Coin de marché et Femme au miroir[35].
- Henri Thomas : L'Oiseau de paradis, Coin de Music Hall et Le Rideau de Zéphir[35].
- Victor Thonet : Au printemps et En novembre[35].
- Emile Thysebaert : Le Haleur et Bal populaire (peintures), Café-concert à Séville et Viatique en Flandre (pastels)[36].
- Léon Tombu : Bords de la Meuse[35].
- Jean François Tordeur : Paysage[35].
- Fernand Toussaint : Confidences[35].
- Edgard Tytgat : Portrait[37].
- Médard Tytgat : Salomé, L'Enfant légitime et Intimité[37].
- Victor Uytterschaut : Cour de ferme, en Flandre, À Rynsburg, Hollande et Coin tranquille (aquarelles)[38].
- Walter Vaes : Le Roi Hérode et Le Bourg[37].
- Leo van Aken (posthume) : Avant le combat : la communion et À l'hospice : le bénédicité[37].
- Jean Van Cleemput : Le Fléau[37].
- Emile Van Damme-Sylva : Sur la dune et Coin de prairie[37].
- Charles van den Eycken : En famille[39].
- Marten Van der Loo : Bateaux à moules dans les bassins d'Anvers et Anvers vu d'Austruweel[39].
- Pierre Jean Van der Ouderaa : La Madeleine touchée de la grâce divine, La Mère des douleurs et son fils adoptif et Deux pauvres hères[39].
- Émile Van Doren : Chemin montant[39].
- Frans Van Holder : L'Automne (étude pour un panneau décoratif)[40].
- Frans Van Leemputten : Vers la messe basse[41].
- Henri Van Melle : Les Deux épaves, La Grand-mère et Les Nouvelles[41].
- Eugène Van Mierlo : Coin d'atelier[41].
- Georges Van Zevenberghen : La Repasseuse et La Convalescente[41].
- Marguerite Verboeckhoven : Dans le silence de la nuit, L'Heure des ombres (crépuscule) et Nocturne (clair de lune)[41].
- Alfred Verhaeren : Intérieur (accessoires), Intérieur et La Cuisine[42].
- Piet Verhaert : Intérieur à Oostduinkerke[42].
- Emile Vermeersch : Portrait de Mme E.V., Portrait de famille et un pastel : Branches mortes ensoleillées[42].
- Théodore Verstraete : quatorze toiles en hommage au peintre mort le 8 janvier 1907[42].
- Edmond Verstraeten : Les Paons en hiver[42].
- Emmanuel Viérin : Coin de béguinage et La Ruelle[43].
- Maurice Wagemans : Chercheuse d'épaves[43].
- Jean-Joseph Weerts : Portrait de M. Paul Doumer et France ! [43].
- Ernest Welvaert : Fleurs des champs et Nos enfants[43].
- Edgard Wiethase : Paysage de Hollande[44].
- Ferdinand Willaert : Vieux quai flamand (hiver), L'Alerte et Maisons anciennes sur la Lieve à Gand[44].
- Adolf Willems : Le Prie-Dieu (aquarelle)[45].
- Juliette Wytsman : La Mare[44].
- Rodolphe Wytsman : La Ferme du parc : automne et Derniers rayons : ferme en Brabant[44].

#### Galerie de peintures d'artistes belges exposées au Salon de Bruxelles de 1907

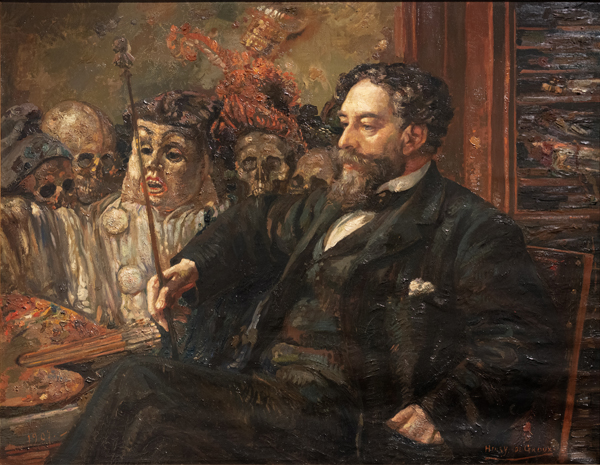
Henry de Groux, Portrait de James Ensor.
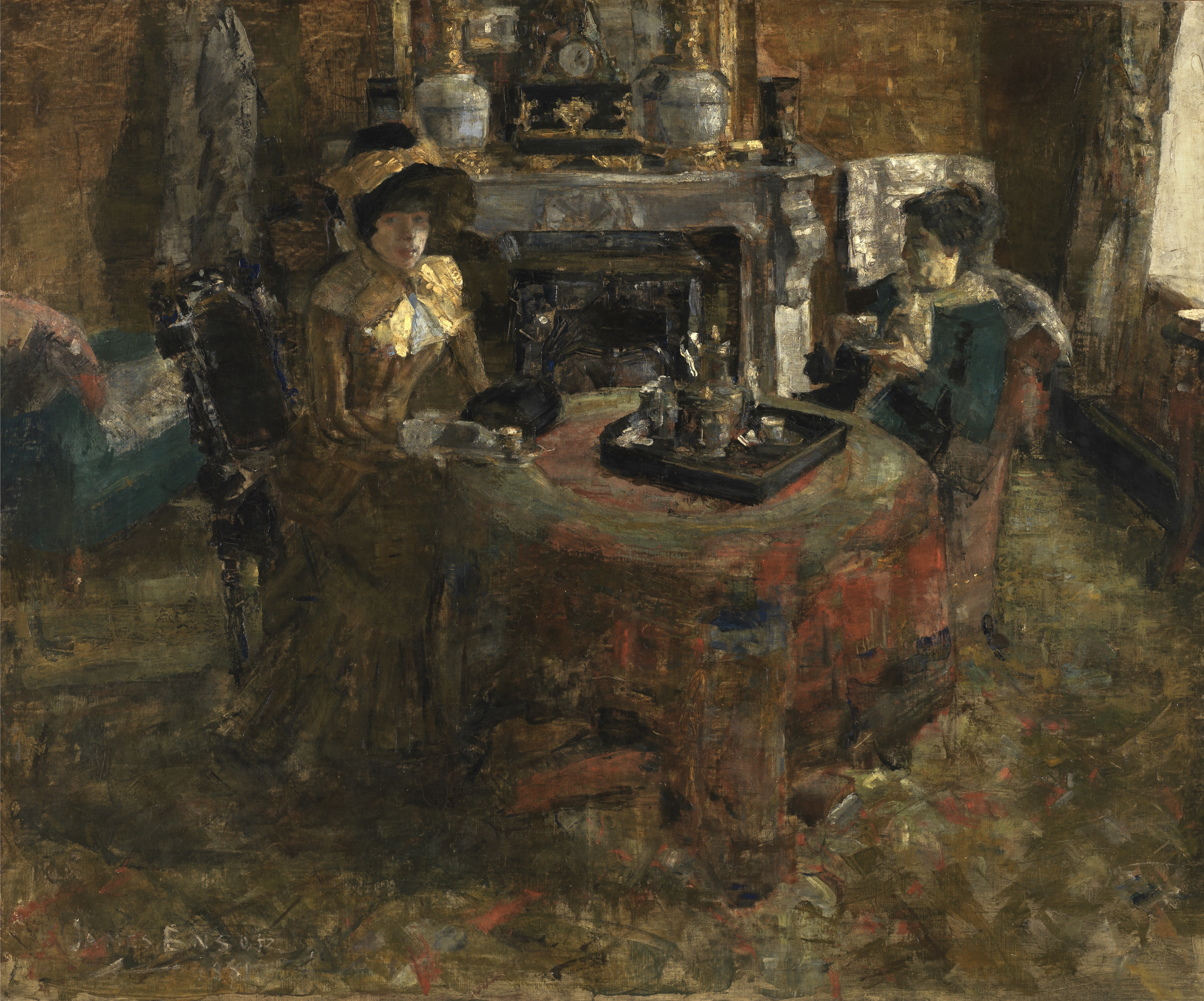
James Ensor, Après-midi à Ostende (1881).
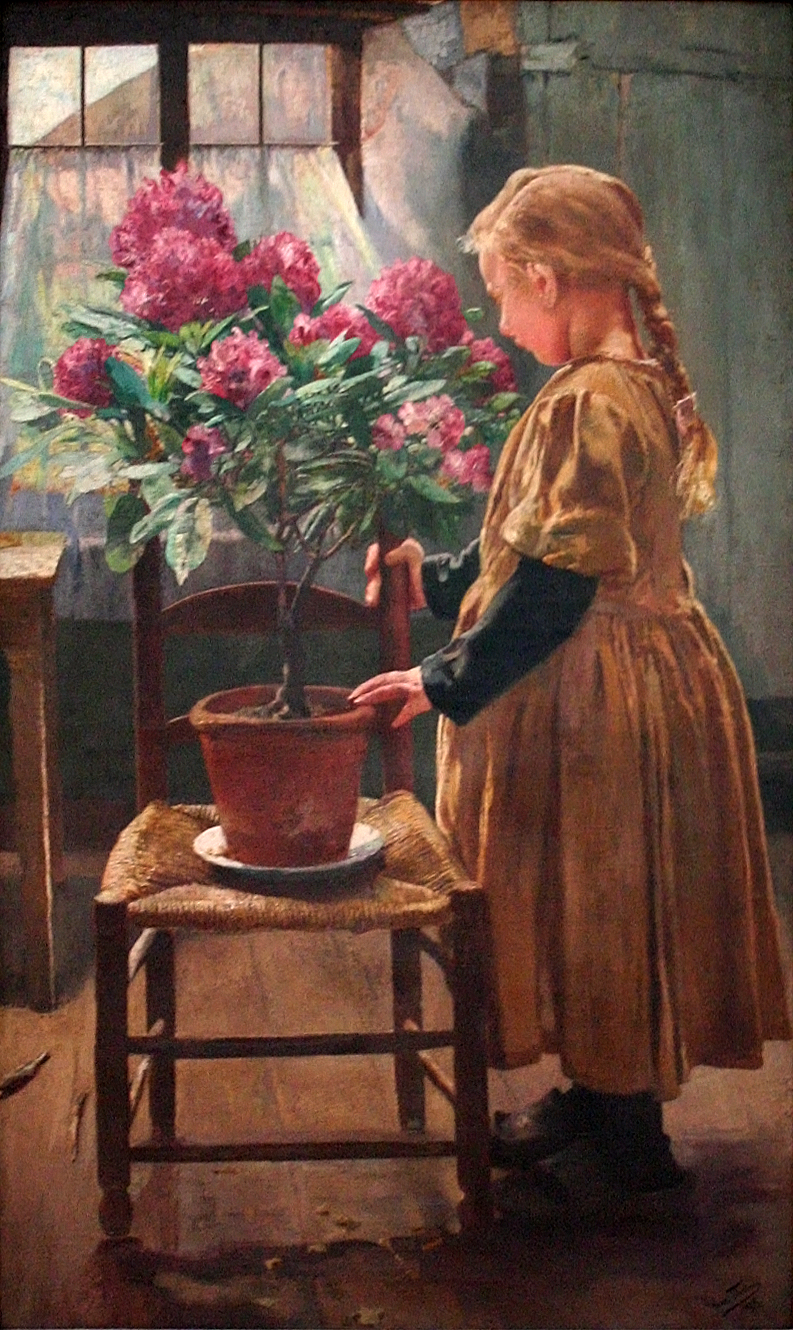
Léon Frédéric, Rhododendron en fleurs.
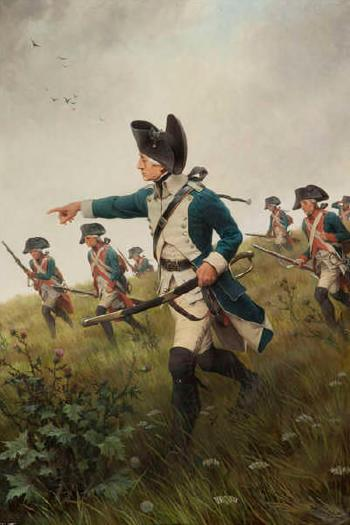
Théophile Lybaert, Jersey-Blues en éclaireurs.
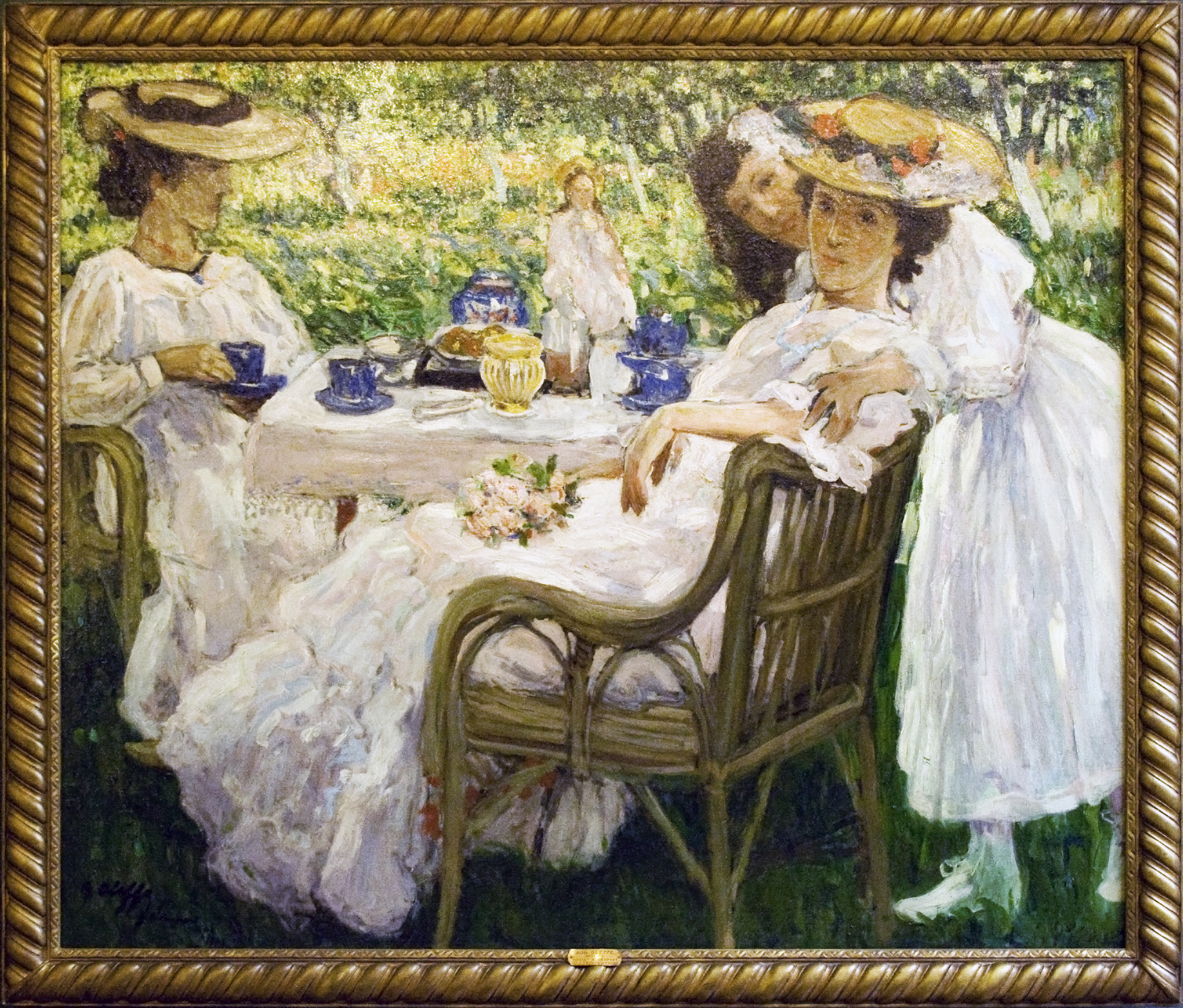
Auguste Oleffe, Juillet (à Nieuport).

#### Artistes étrangers

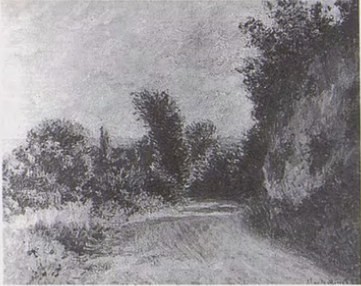
Claude Monet, Route près de Giverny no 1001 (1885).

Cinquante-trois peintres étrangers exposent au Salon : 
- Vingt-deux Français : Marcel Baschet, Albert Besnard, Jacques-Émile Blanche, Henry Caro-Delvaille, Paul de Castro, Fernand Cormon, Charles Cottet, Pascal Dagnan-Bouveret, Paul de Castro, Aimé Dallemagne, George Desvallières, Cécile Hertz-Eyrolles, Fernand Legout-Gérard, Henri de Marandat, Henri Martin, Claude Monet (Route près de Giverny no 1001 et Pourville près de Dieppe), Jean-François Raffaëlli, Auguste Renoir (La Lettre et Baigneuse), André Félix Roberty, Alfred Roll, Jean-Joseph Weerts et Raymond Woog.

- Dix Britanniques : Thomas Austen Brown, Alfred East, Leandro Ramón Garrido, Mary Maitland Govan, John Lavery, Francis Henry Newbery, Hugh Paton, Joseph West et Law-H. Woodward.

- Six Espagnols : José María Rodríguez-Acosta, Hermen Anglada Camarasa, Gonzalo Bilbao, José María López Mezquita, Fèlix Mestres Borrell, Santiago Rusiñol.

- Cinq Néerlandais : Reinhart Dozy, Sina Mesdag-van Houten, Willem Johannes Schütz, Willy Sluiter et Philippe Zilcken.

- Cinq Allemands : Arthur Kampf, Eugen Kampf, Max Schlichting, Helene Schurig et Paula von Wächter.

- Un Américain : Augustus Koopman.

- Un Hongrois : Philip de László.

- Une Italienne : Mara Corradini.

- Un Japonais : Toschio Nogutchi.

- Un Russe : Alexei Vasilievich Hanzen.

### Sculpture
Les œuvres, au nombre de 181, sont présentées par 103 statuaires. Peu de sculpteurs étrangers exposent. 

#### Sculpteurs belges
Les 95 sculpteurs Belges sont notamment représentés par :
- Jules Anthone : Le Lys et Diane[48].
- Theo Blickx : La Fin d'un père[49].
- Henri Boncquet : Mélancolie, Méditation et Le Chanoine De Blander[49].
- Guillaume Charlier : Aveugles (plâtre), Aveugle (marbre) et Bavaroise (buste en marbre)[50].
- Arthur Craco : Petite Flora[50].
- Jacques de Lalaing : Lutte équestre (bronze) et Fontaine (plâtre)[51].
- Albert Desenfans : Danseuse à l'amphore (plâtre)[51].
- Josué Dupon : Samson terrassant le lion[52].
- Jules Herbays : L'Étreinte et un buste[53].
- Hippolyte Leroy : Fileuse (statue en bronze) et Officier de chasseurs à cheval[54].
- Égide Rombaux : Jeune fille (buste en marbre)[55].
- Victor Rousseau : L'Offrande, Tête de jeune homme et Projet de fontaine[55].
- Pierre Theunis : Chloé (statue en plâtre)[56].
- Alphonse Van Beurden : Le Dénicheur d'oiseaux (statue en marbre) et En péril (groupe en plâtre)[56].
- Rik Wouters : Rêverie (statue en plâtre, prix Godecharle), Impression, tête d'enfant (plâtre) et Tête de femme (Mme W.)[57].

#### Sculpteurs étrangers
Seuls huit sculpteurs étrangers sont présents : les Français Albert Bartholomé, Emmanuel Frémiet, Auguste Rodin (Buste d'homme) et Yvonne Serruys, l'Allemand Jules Olest-Obst, la Britannique Evelyn Standen, l'Italien Rembrandt Bugatti et le Suédois Anders Olson.

### Catalogue
- Catalogue, Exposition générale des Beaux-Arts de 1907, Bruxelles, Imprimerie Charles Lelong, 1907, 188 p. (lire en ligne).